# Etheostoma nuchale
Etheostoma nuchale е вид лъчеперка от семейство Percidae. Видът е застрашен от изчезване.

## Разпространение
Разпространен е в САЩ (Алабама).